# Port lotniczy Almería
Port lotniczy Almería (hiszp. Aeropuerto de Almería, kod IATA: LEI, kod ICAO: LEAM) – lotnisko znajdujące się w odległości 9 km od miasta Almería w hiszpańskiej Andaluzji. Jest ono jednym z mniejszych lotnisk w kraju, szczególnie popularne podczas letnich wakacji. Wszystkie loty pasażerskie obsługiwane są przez jeden terminal. Lotnisko jest czwartym co do wielkości lotniskiem w Andaluzji, obsługuje zarówno loty krajowe jak i międzynarodowe. Leży w pobliżu hiszpańskiej autostrady A7. W obrębie lotniska znajduje się parking o pojemności 680 samochodów i 26 autobusów.

## Linie lotnicze i połączenia
| Linia lotnicza   | Kierunek                                                                             |
| ---------------- | ------------------------------------------------------------------------------------ |
| Condor           | Sezonowo: 1. Düsseldorf                                                              |
| easyJet          | 1. Londyn-Gatwick                                                                    |
| Iberia           | 1. Madryt 2. Melilla 3. Sewilla Sezonowo: 1. Palma de Mallorca                       |
| Jet2.com         | Sezonowo: 1. Birmingham 2. Bristol (od 26 maja 2024) 3. Leeds/Bradford 4. Manchester |
| Luxair           | Sezonowo: 1. Luksemburg                                                              |
| Ryanair          | Sezonowo: 1. Bruksela-Charleroi 2. Dublin 3. Londyn-Stansted 4. Manchester           |
| Transavia.com    | Sezonowo: 1. Paryż-Orly 2. Rotterdam                                                 |
| TUI Airways      | Sezonowo: 1. Birmingham 2. Manchester                                                |
| TUI fly Belgium  | Sezonowo: 1. Bruksela                                                                |
| Vueling Airlines | 1. Barcelona Sezonowo: 1. Bilbao                                                     |